# Trường Đại học Hùng Vương
Trường Đại học Hùng Vương (Tiếng Anh: Hung Vuong University, HVU) là trường đại học công lập tại tỉnh Phú Thọ được thành lập vào ngày 29 tháng 04 năm 2003, trên cơ sở của Trường Cao đẳng Sư phạm Phú Thọ với bề dày truyền thống hơn 50 năm.

## Chất lượng đào tạo

### Đội ngũ giảng viên
Tính đến tháng 11 năm 2017, trường có 315 giảng viên. Trong đó có 7 phó giáo sư, 48 tiến sĩ, 208 thạc sĩ và 52 giảng viên có trình độ đại học.

### Chất lượng đầu ra thực tế
| Thời gian khảo sát sau khi tốt nghiệp | Số SV nhập học | Số SV tốt nghiệp đúng hạn      | Tỷ lệ tốt nghiệp loại xuất sắc | Số lượng tốt nghiệp loại giỏi | Tỉ lệ SV thu nhập trên 10 triệu VNĐ | Tỉ lệ có việc làm sau khi ra trường 1 năm |
| ------------------------------------- | -------------- | ------------------------------ | ------------------------------ | ----------------------------- | ----------------------------------- | ----------------------------------------- |
| 1 năm                                 | 1086 người     | 760 (30% người tốt nghiệp trễ) | 0,3%                           | 4%                            | 0,77%                               | 83%                                       |

* Tỉ lệ sinh viên có việc làm trong vòng một năm sau khi ra trường đã bao gồm số lượng người ra trường có khởi nghiệp thành lập doanh nghiệp, không bao gồm ngộ nhận khởi nghiệp như đa cấp.
* Thống kê không dành cho bậc đào tạo thấp như cao đẳng với trung cấp, nên không thể dùng để nội suy chất lượng đào tạo ở hai hệ đào tạo này.

## Cơ sở
Trường gồm hai khuôn viên:
- Cơ sở I- Cơ sở Việt Trì: Phường Nông Trang, Việt Trì, Phú Thọ.
- Cơ sở II-Cơ sở Phú Thọ: Phường Hùng Vương, thị xã Phú Thọ, tỉnh Phú Thọ.

## Lịch sử
Trường Đại học Hùng Vương được thành lập vào ngày 29 tháng 04 năm 2003 theo Quyết định số 81/2003/QĐ-TTg của Thủ tướng Chính phủ, trên cơ sở Trường Cao đẳng Sư phạm Phú Thọ và có bề dày truyền thống hơn 46 năm.

## Cơ cấu tổ chức[4]

### Khoa và bộ môn trực thuộc
1. Khoa Kỹ thuật công nghệ: Trưởng khoa TS. Nguyễn Hùng Cường
2. Khoa Kinh tế - Quản trị Kinh doanh: Trưởng khoa  TS. Lê Thị Thanh Thủy
3. Khoa Nông - Lâm - Ngư: Trưởng khoa TS. Nguyễn Tài Năng
4. Khoa Ngoại ngữ: Trưởng khoa TS. Vũ Thị Quỳnh Dung
5. Khoa Khoa học Xã hội và Văn hoá-  du lịch: Trưởng Khoa TS. Nguyễn Thị Thúy Hằng
6. Khoa Giáo dục Tiểu học - Mầm non: Trưởng khoa TS. Nguyễn Tiến Mạnh
7. Khoa Khoa học Tự nhiên Trưởng Khoa PGS.TS Cao Phi Bằng
8. Khoa Nghệ thuật và thể dục thể thao: Trưởng khoa TS. Nguyễn Quang Hưng
9. Khoa Lý luận chính trị và Tâm lý giáo dục: Trưởng khoa TS. Lê Thị Xuân Thu

### Phòng ban chức năng
1. Văn phòng
2. Phòng Đào tạo
3. Phòng Công tác Chính trị - HSSV
4. Phòng Khoa học công nghệ
5. Phòng Kế hoạch Tài chính
6. Phòng Quan hệ quốc tế

### Các trung tâm và đơn vị phục vụ đào tạo
1. Trung tâm Hợp tác Đào tạo
2. Trung tâm Bồi dưỡng nhà giáo cán bộ quản lý giáo dục
3. Trung tâm Đảm bảo chất lượng
4. Trung tâm Giáo dục Quốc phòng Anh ninh
5. Trung tâm Thông tin - Tư liệu - Thư viện
6. Ký túc xá
7. Trung tâm Ngoại ngữ - Tin học
8. Trạm Y tế
9. Trung tâm Thực nghiệm
10. Xưởng trường

## Hiệu trưởng
- Tiến sĩ Đỗ Khắc Thanh (hiện nay)
- Tiến sĩ Hoàng Công Kiên
- Tiến sĩ Trịnh Thế Truyền
- Nhà giáo Ưu tú. Phó Giáo sư. Tiến sĩ. Cao Văn